# Моріс Бюре
Моріс Бюре (фр. Maurice Buret, 21 травня 1909 — 23 серпня 2003) — французький вершник.
Олімпійський чемпіон 1948 року в командній виїздці.